# Schwere Panzer-Abteilung 510
Het Schwere Panzer-Abteilung 510 (afgekort s.Pz.Abt. 510), was een Duits zwaretankbataljon wat uitgerust was met Tiger I- en Tiger II-tanks. Het 510e vocht tijdens de Tweede Wereldoorlog aan het Oostfront.

## Geschiedenis
Op 6 juni 1944 werd het 510e in Paderborn geformeerd. In juli werd het naar Litouwen gestuurd, waar het gekoppeld werd aan het 14. Panzer-Division en het 30e Infanteriedivisie, waar het vocht in de Zak van Koerland.
Elementen van het bataljon werden uit Koerland geëvacueerd. Via Kassel en Putlos bereikte zij het Westfront en werden en hadden hun laatste gevecht daar. Deze groep werd door de westelijke geallieerde gevangengenomen. Een kampfgruppe met de laatste 15 Tigers, gecommandeerd door Leutnant Wisse bleef achter in Koerland. Dit gedeelte van het bataljon werd gevangengenomen door het Rode Leger.
Het personeel kwam uit onderdelen van de werkplaats compagnie van het Schwere Panzer-Abteilung 504. De compagniecommandant School Versailles en de PzErs.-u. AusAbt.500 Paderborn.
Schwere Panzer-Abteilung 510 verloor in haar bestaan 65 eigen tanks en vernietigde 200 vijandelijke tanks.

## Gevechten
- Augustus 1944 - Oost-Pruisen (Schaulen – Kauen – Goldap – Nemmersdorf – Gumbinnen)
- 24 augustus 1944 - Letland (Koerland); tegenaanval van het 1. Armee-Korps en het 4. Panzer-Division, en het 12. Panzer-Division en 14. Panzer-Division ten oosten van Preekuln nabij Heuvel 119.7 in de richting van Memel. Het abt. 510 vernietigde: 9 ISU-152, 75 antitankkanonnen, 5 luchtafweerkanonnen, 2 raketwerpers, 25 artilleriekanonnen, 12 zware mortieren en 44 vrachtwagens. (bron: Bundesarchiv), dicht bij het dorp van Vainode. Het abt. 510 verloor zelf 5 Tigers.
- 28 oktober 1944 - Letland(Koerland); het 1./Abt. 510 was ondergeschikt aan het 30e Infanteriedivisie (Oberleutnant Gerlach) met 4 operationele tanks slaan deze een vijandelijke aanval af op heuvel 190.1 (N 56*29'05.31" E 21*46’42.13”). Het 510e vernietigd: 14 IS2-tanks.
- 29 oktober 1944 - Letland(Koerland); het 1./Abt. 510 assisteert in het afslaan van vijandelijke aanvallen tegen het 14. Panzer-Division, langs de Jagmani linie (N 56*28'44" E 21*51’11”). Verschillende tanks (inclusief IS2) zijn vernietigd.
- 19 - 20 november 1944 - Litouwen (Koerland); het Abt. 510 was ondergeschikt aan het 14. Panzer-Division, die het dorp van Cimmeri aanvielen samen met het 1./Panzer-Grenadier-Regiment en Panthers van het 2./Panzer-Regiment 36.
- 24 januari 1945 - Letland(Koerland); defensieve operaties nabij Valdi tegen vijandelijke strijdkrachten, aanvallend ten noorden en zuiden van Preekuln. Verzameldgebied in de bossen van Lalerie en Purmsati (N 56*24'38" E 21*28’59").
- 25 januari 1945 - Letland(Koerland); samenkomst om het gevecht aan te gaan bij Kaleti en Purmsati (N 56*24'17" E 21*31’31”), 63 vijandelijke tanks vernietigd.

## Volgorde van slagen
Augustus 1944 - Oost-Pruisen
Oktober 1944, Litouwen (Heeresgruppe Nord)
Abteilung Stab Zug (3x Tiger I, 6x Sd.Kfz. 250)
- 1./sPzAbt. 510 (14x Tiger I)
- 2./sPzAbt. 510 (14x Tiger I)
- 3./sPzAbt. 510 (14x Tiger I)

Mei 1945
- ?./sPzAbt 510 (??x Tiger II)

## Commandanten
- Major Gilbert (6 juni 1944 - ?? 1944)
- Oberst Grässel (maart 1945 - 8 mei 1945) Koerland
- Hauptmann Helpup (maart 1945 - 8 mei 1945) Kassel

## Lijst van onderscheidingen van de Schwere Panzer-Abteilung 510
Houder van het Aanbevelingscertificaat voor de Opperbevelhebber van het Duitse Leger
- Major Kurt Gilbert op 25 november 1944

Houders van het Duitse Kruis
- Major Kurt Gilbert op 30 maart 1945[2]
- Feldwebel der Reserve Hermann Jentzsch op 8 maart 1945[3]
- Oberleutnant Erich Stumpf op 27 november 1944[4]
- Oberfeldwebel Johann Wieninger op 20 januari 1945[5]

Houders van de Ererol van het Duitse Leger en Waffen-SS
- Oberleutnant Hermann Helpup op 17 januari 1945
- Oberleutnant der Reserve Otto Klähn op 25 december 1944

Houders van het Ridderkruis van het IJzeren Kruis
- Leutnant Helmut Höhno op 9 december 1944[6][7]
- Major Kurt Gilbert op 7 april 1945[8]